# سیندابانگ-دونگ
سیندابانگ-دونگ (به لاتین: Sindaebang-dong) یک منطقهٔ مسکونی در کره جنوبی است که در ناحیه دونگجاک واقع شده‌است.